# One Churchill Place
One Churchill Place je 156 metrů vysoký mrakodrap v části Canary Wharf v londýnském obvodě Tower Hamlets. Byl postaven v letech 2003 – 2004 a otevřen v červnu 2005. Má 32 pater. Mrakodrap je centrálou společnosti Barclays Bank.
Budova byla navržena společností HOK International a postavena společností Canary Wharf Contractors. Původně měla mít 50 pater, ale po útocích 11. září 2001 byla snížena na 32. Na 3. patře se nachází bar a restaurace. Mrakodrap je 4. nejvyšším ze 7 mrakodrapů Canary Wharf a celkově 9. nejvyšší v britské metropoli.